# Appontement pétrolier de Lanvéoc

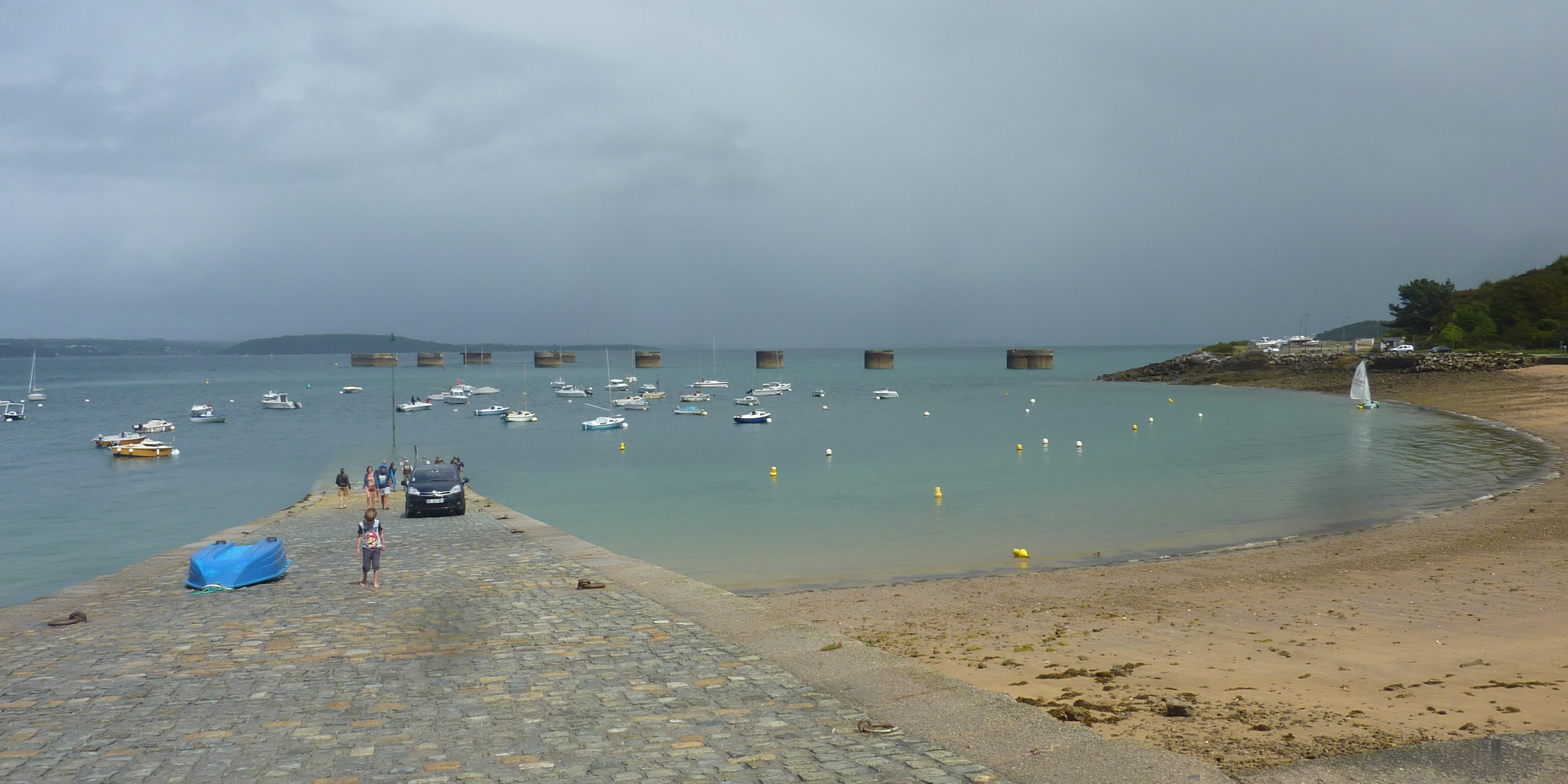
Restes de l'appontement pétrolier de Lanvéoc : les deux ducs-d'Albe et les six gabions.

L'appontement pétrolier de Lanvéoc est un ouvrage militaire construit en rade de Brest, dans l'ouest de la France, durant la Seconde Guerre mondiale. Il a été partiellement détruit dans les années 2000.

## Histoire
En 1942, les forces d'occupations allemandes font bâtir deux ducs d'Albe au large de la pointe de Lanvéoc, afin de pouvoir y faire accoster leurs bâtiments de guerre. De la même époque datent les deux ducs d'Albe situés au large de la pointe de l'Armorique, de l'autre côté de la rade, à 3 km de là, spécifiquement conçus pour accueillir le cuirassé Bismarck. Contrairement à leurs homologues de la pointe de l'Armorique, les ducs d'Albe de Lanvéoc connaîtront une vie plus longue. En 1960, la France étant membre actif de l'OTAN, apparaît la nécessité de disposer sur la presqu'île de Crozon d'un parc pétrolier afin de garantir l'alimentation en carburant des aéronefs utilisant la base aérienne du Poulmic. Afin de ravitailler ce parc, un poste pétrolier est construit afin d'accueillir les pétroliers d'une longueur pouvant atteindre 180 mètres. 
S'appuyant sur les deux ducs d'Albe allemands, sur six gabions de palplanches et sur une vingtaine de travées reposant si besoin sur des piles intermédiaires, l'appontement offrait quatre postes, trois perpendiculaires à la côte, et un parallèle, s'appuyant sur les ducs d'Albe. La passerelle, de près de 600 mètres de longueur, permettait de circuler depuis la côte jusqu'aux postes et supportait les canalisations d'hydrocarbures jusqu'au parc souterrain situé en face de l'appontement. Un petit quai enfin permettait l'accostage des annexes.
Construit au début des années 1960, cet ouvrage a perdu de son intérêt d'une part à cause du retrait de la France du commandement intégré de l'OTAN en 1966, d'autre part à cause des conditions nautiques défavorables environnant l'ouvrage. Menaçant ruine, l'ouvrage a cessé d'être utilisé en 1992 et a été démoli en 2001. Aujourd'hui, seuls subsistent les ducs d'Albe et les 6 gabions.

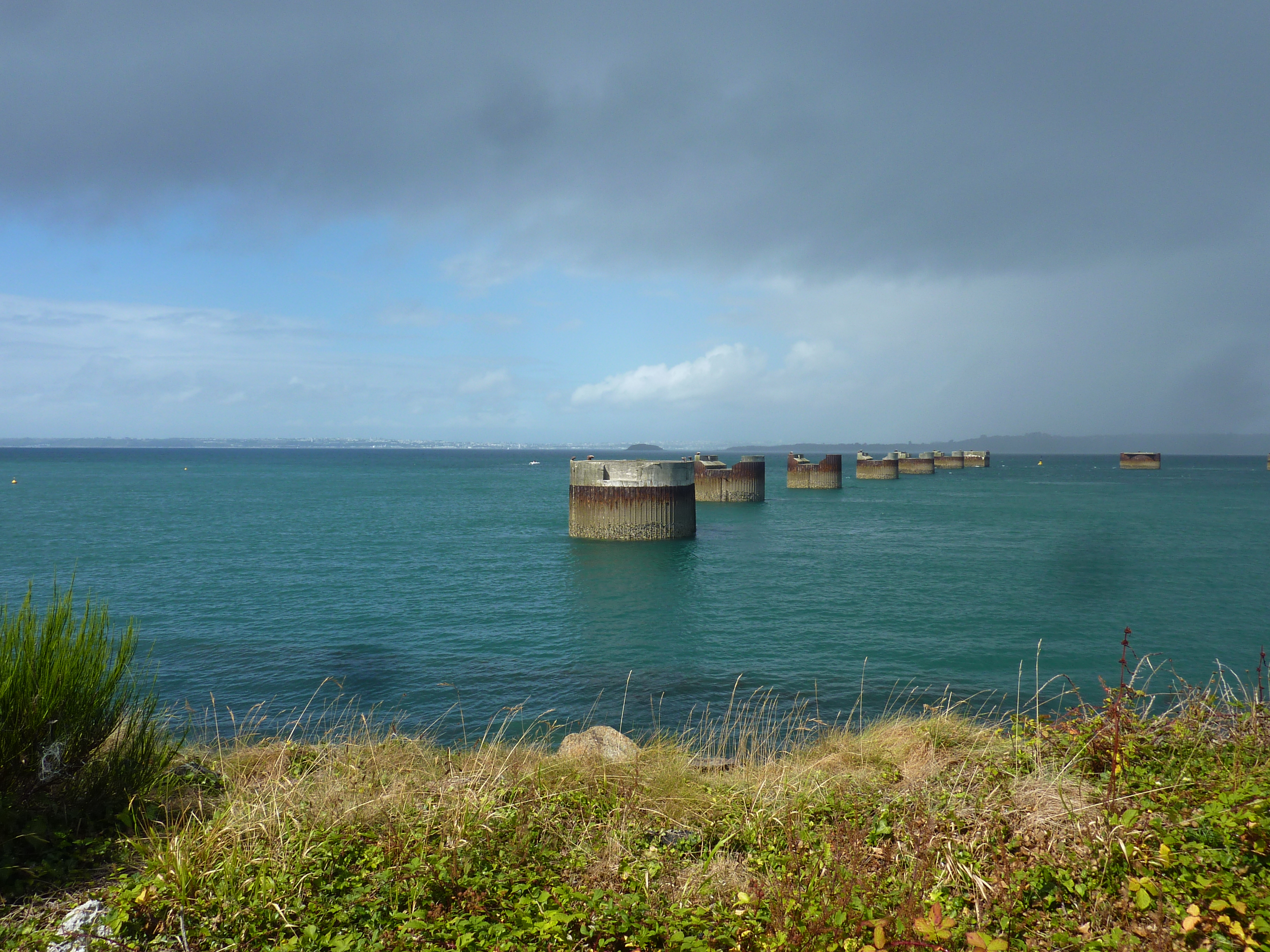
Les restes de l'appontement pétrolier de Lanvéoc : les deux ducs-d'Albe et les six gabions.
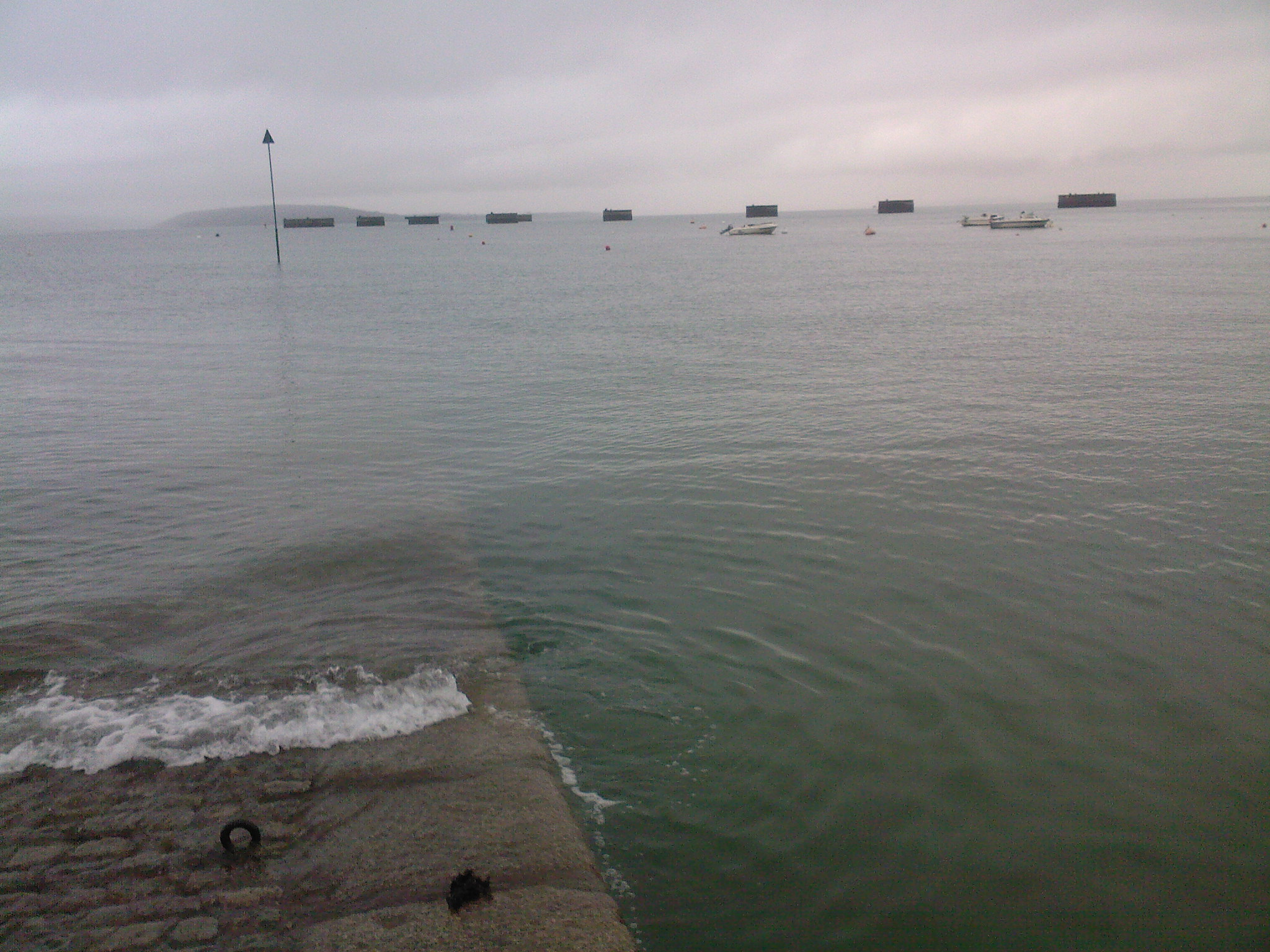
L'appontement pétrolier de Lanvéoc vu de la cale.